# Trematodes potanini
Trematodes potanini är en skalbaggsart som beskrevs av Semenov 1902. Trematodes potanini ingår i släktet Trematodes och familjen Melolonthidae. Inga underarter finns listade i Catalogue of Life.